# Vughterweg
De Vughterweg ligt in de gemeente Vught en gemeente 's-Hertogenbosch. De weg loopt vanaf Knooppunt Vught tot aan het Wilhelminaplein in 's-Hertogenbosch. De weg is aangelegd op een dijk.
De dijk zorgde ervoor dat de gebieden De Gement en Het Bossche Broek van elkaar gescheiden werden. Dit is vlak bij het Wilhelminaplein goed te zien, omdat de weg een stuk hoger ligt dan het omliggende landschap.
Tussen het knooppunt Vught en 's-Hertogenbosch (tot de verkeerslichten met de Isabellalaan) is het een door de provincie beheerde weg. Na die verkeerslichten ging het vervolg van de weg naar het noorden langs het station en Orthen in de richting van Hedel. Op de Vughterweg sluit sinds 2011 westelijke randweg om 's-Hertogenbosch aan.
Het voormalige tankstation bij de kruising met de Bosscheweg is een rijksmonument geworden. Het gebouwtje is van architect Meijlink. Het gebouw is in juli 2008 50 meter naar het zuiden verplaatst, opdat de aanbouw van de Randweg 's-Hertogenbosch - Vught er geen hinder ondervond.